# Јелена Обреновић
Јелена Јелка Хадија, рођена Обреновић (6. мај 1818 —Пешта, 1844), била је кћерка господара Јеврема Обреновића, најмлађег и најобразованијег брата кнеза Милоша и Томаније Обреновић рођ. Богићевић. По рођењу су је узели стриц Јован и стрина Круна, који су је касније вратили родитељима. Удала се 2.марта 1834. године, за пивара Константина Хадију из Земуна. Имали су двоје дјеце, сина Милоша који је добио име по кнезу Милошу и кћерку Марију.